# Československé pozemní jednotky na Západě 1939–1945

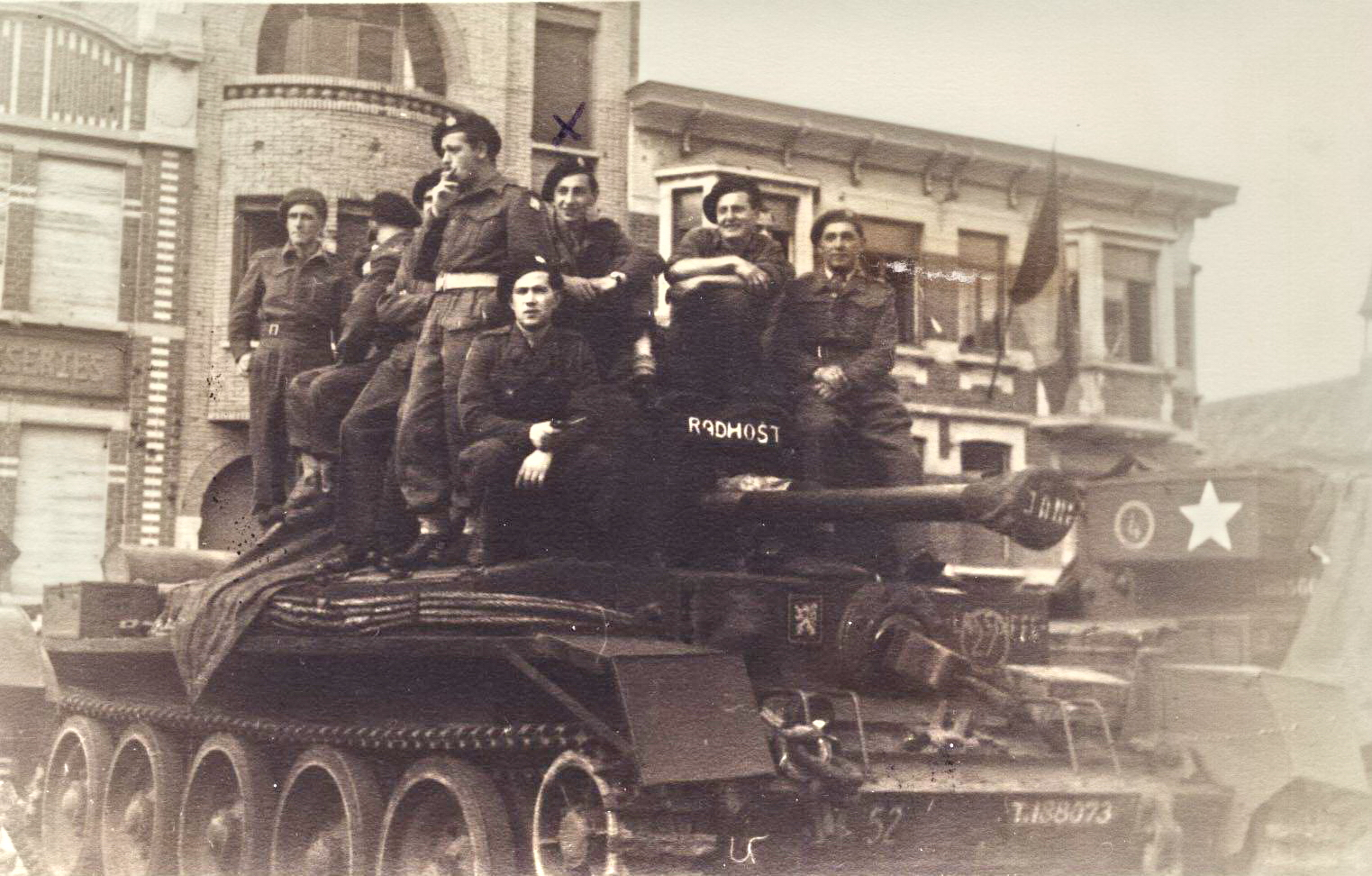
Českoslovenští tankisté ze samostatné obrněné brigády na konci války v La Panne (Belgie), nedaleko Dunkerque, 1945

Mezi československé pozemní jednotky působící na Západě v letech 1939–1945 patří především 1. československá pěší divize ve Francii, Československý pěší prapor 11 – Východní a Československá samostatná obrněná brigáda.

## Vznik
Po okupaci českých zemí nacistickým Německem a vzniku Slovenského státu a Protektorátu Čechy a Morava došlo k emigraci převážně mladých mužů do zahraničí, kde by se podíleli na boji proti Němcům.
Jednalo se přitom jak o piloty, tak o příslušníky pozemních vojsk. Jejich první kroky směřovaly zejména do Polska a následně do Francie, protože se domnívali, že dříve či později dojde k válce, do které se budou moci zapojit. Avšak přístup polských i francouzských úřadů nebyl zprvu přátelský, protože jejich vlády se domnívaly, že ústupky Adolfu Hitlerovi jsou zárukou míru. Ve Francii mnohým československým emigrantům nezbylo nic jiného, než vstup do Cizinecké legie, pod příslibem, že v případě vypuknutí války s Německem jim bude umožněn návrat do zahraniční československé armády. Po vypuknutí války 1. září 1939 se situace našich vojáků začala rychle měnit (Legie Čechů a Slováků), ovšem rychlá porážka Polska i Francie znamenala jejich další přesuny. V té době se výrazně zhoršila situace pro další uprchlíky, kteří byli nuceni opouštět Protektorát přes Slovensko a Maďarsko, kde při dopadení hrozilo vydání Němcům. Do bezpečí se čs. vojáci dostali až při překročení hranic tehdejší Jugoslávie, kde působil československý konzul, který zajišťoval jejich převoz do Bejrútu a Libanonu. Situace se zkomplikovala po úplné porážce Francie a ustavení francouzské kolaborantské vlády ve Vichy, kdy hrozila čs. občanům ve francouzské Sýrii a Libanonu internace nebo vydání Němcům, a tak 29. června 1940 přešli zbylí čs. vojáci do britské Palestiny. Na Střední východ se také dostala část čs. vojáků zajatých Rudou armádou v Polsku, které se podařilo čs. úřadům dostat ze Sovětského svazu.

## 1. československá pěší divize ve Francii
Po uzavření dohody mezi vládou Francie a Československým národním výborem 2. října 1939 bylo rozhodnuto o zformování pěší divize, jejíž výstavba započala ve městě Agde. Velitelem divize byl nejprve div. gen. Rudolf Viest, později vystřídaný brig. gen. Bedřichem Neumannem. Mužstvo se skládalo jak z dobrovolníků (3326 mužů) uprchlých z Protektorátu a Slovenského štátu, tak, od prosince 1939, i z mobilizovaných československých občanů (8169 mužů) trvale usídlených ve Francii.
Oficiálně byla 1. československá pěší divize ve Francii (francouzsky 1re division d'infanterie tchécoslovaque en France) založena 15. ledna 1940; ovšem jelikož se ani do května t. r. nepodařilo dosáhnout plných početních stavů a bojeschopnosti všech útvarů, byla organizační struktura divize zredukována a do bitvy o Francii zasáhly pouze její pěší pluky č. 1 (plk. Kratochvíl) a č. 2 (plk. Satorie), přidělené k formacím francouzské armády. 13. června poprvé skutečně byly čs. jednotky nasazeny na frontě, na řekách Marna a Grand Morin; vyznamenaly se především v obranných bojích u městečka Gien, kde Čechoslováci hájili most přes Loiru proti útočící 1. horské divizi Wehrmachtu.
Po skončení bitvy o Francii byly zbytky československých jednotek evakuovány do Británie, kde se staly základem 1. československé smíšené brigády.

## Československý pěší prapor 11 – Východní
V polovině roku 1940 se začala v Palestině tvořit československá jednotka a symbolicky na státní svátek 28. října téhož roku byl ustaven Československý pěší prapor 11 - Východní, který vojensky podléhal britskému Vrchnímu velitelství Středního východu a administrativně spadal pod Čs. vojenskou misi pro Střední východ a Egypt. Velitelem praporu se stal podplukovník Karel Klapálek, velitelem výcvikového střediska plukovník Koreš. 10. prosince se pěší prapor přesunul z Gedery do nového výcvikového střediska v Judské poušti nedaleko Jericha. Zde se čs. vojáci podrobili náročnému výcviku v pouštních podmínkách. Od 18. března plnil pěší prapor své první poslání – po přesunu do tábora v Agami na pobřeží Středozemního moře na předměstí Alexandrie zde společně s polskými jednotkami střežil zajatecké tábory s více než 10 000 zajatci. Po Rommelově jarní ofenzívě roku 1941 byl počátkem dubna obležen důležitý severoafrický přístav Tobrúk. Čs. prapor byl 19. května přidělen k britské 23. brigádě brigádního generála A. Gallowaye a 31. května poslán na frontu. Vykonával však spíše strážní službu a do výraznějších bojů přímo nezasáhl. Koncem června se přesunul do Sýrie, kde se zúčastnil střetů s francouzskými silami během obsazení země spojeneckými silami. Tyto boje, v nichž paradoxně bojovali Čechoslováci v Čs. pěším praporu proti Čechoslovákům v Cizinecké legii, skončily porážkou Cizinecké legie a mnozí z jejich českých a slovenských příslušníků přešli k Čs. pěšímu praporu. V říjnu odpluli českoslovenští vojáci do obleženého Tobrúku a zapojili se do bojů. Zde se československá jednotka vyznamenala v boji proti nepřátelským vojskům, společně s polskými a australskými jednotkami, kterým se přezdívalo "Tobrúcké krysy". Boje o Tobrúk trvaly až do prosince, přičemž čs. pěší prapor zde setrval do 7. dubna 1942. 21. května byl 11. čs. pěší prapor zrušen a reorganizován na 200. čs. lehký protiletadlový pluk. Když na podzim 1942 přešli Britové do rozhodného protiútoku, čs. protiletadlový pluk opět postupoval na západ. Na Silvestra 1942 dorazil podruhé do Tobrúku, který chránil v rámci 17. protiletadlové brigády před německými vzdušnými útoky z Kréty až do konce afrického polního tažení. Nejvíce se vyznamenal při náletu 20. ledna 1943, kdy odrazil německý nálet a sestřelil při tom jeden Junkers Ju 88. Protivzdušnou obranu Tobrúku vykonával pluk do 12. června. Čs. útvary v Africe a na Středním Východě byly všechny zrušeny během léta 1943 a drtivá většina jejich příslušníků odplula do Velké Británie.

## Československá samostatná obrněná brigáda

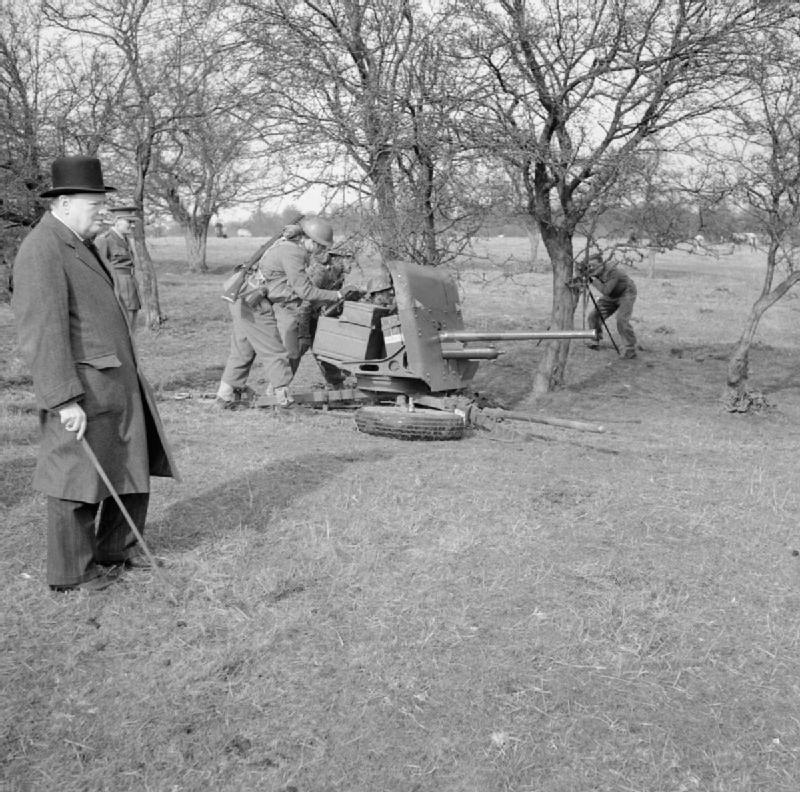
Britský premiér Winston Churchill při návštěvě výcviku 1. čsl. smíšené brigády u Royal Leamington Spa, 1941

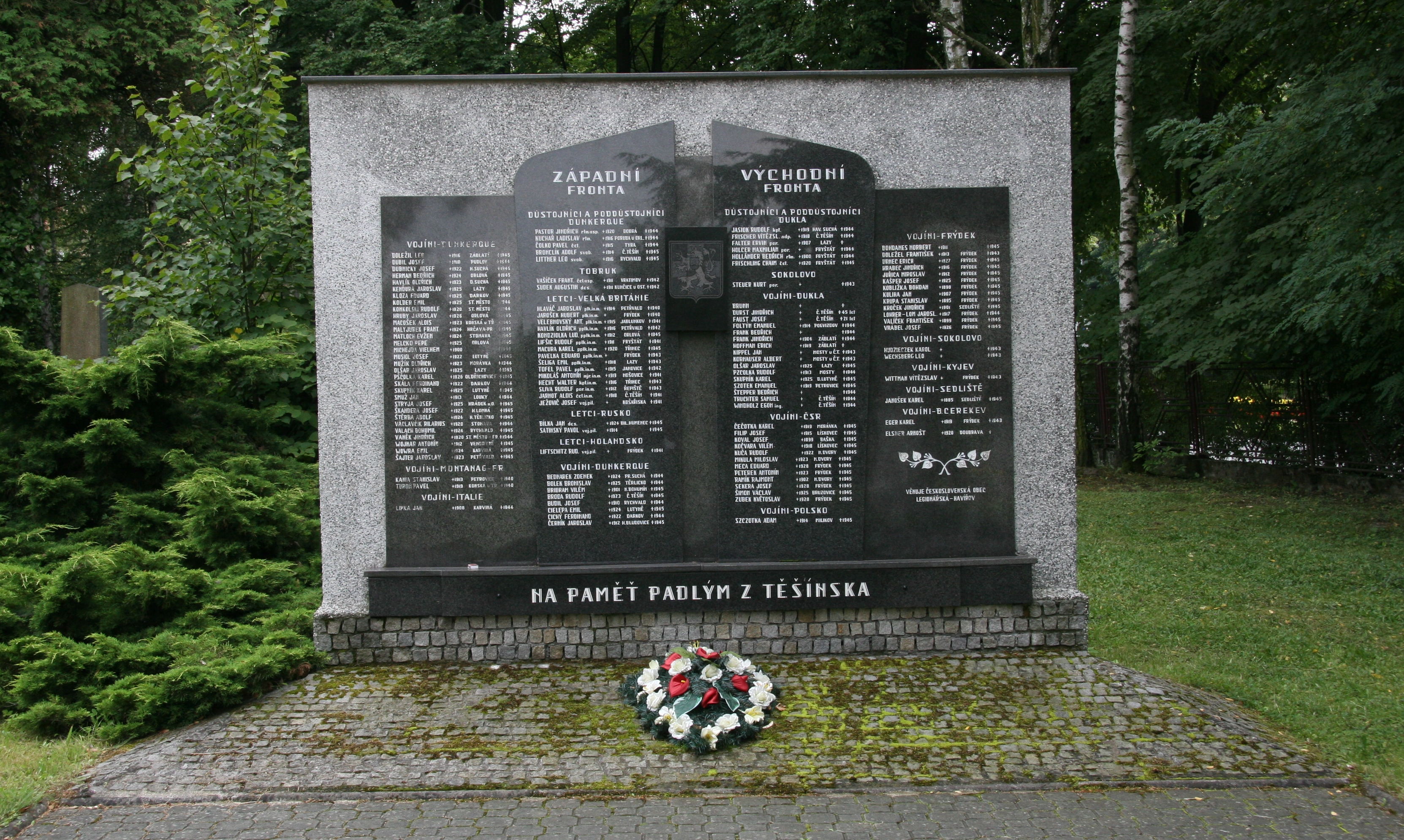
Památník padlým vojákům z Těšínska v Havířově

Po příchodu příslušníků čs. pěšího praporu do Velké Británie došlo k reorganizaci čs. pozemního vojska. Již od roku 1940 zde působila 1. čs smíšená brigáda, která byla pověřena obranou určitých pobřežních úseků pro případ německé invaze. V roce 1944 došlo v Sovětském svazu u 1. čs. armádního sboru k náboru Volyňských Čechů, ale nově vznikajícím jednotkám chyběli vycvičení velitelé. Proto tam na vlastní žádost odešlo mnoho důstojníků z čs. západních jednotek, a to včetně Karla Klapálka. Velitelem nově vzniklé obrněné brigády se tak stal generál Alois Liška. V rámci brigády existovalo velitelství s Brigádní štábní rotou, dva tankové prapory, 1. dělostřelecký pluk, Motorizovaný prapor, Motorizovaný předzvědný oddíl, Oddíl kanónů proti útočné vozbě, Protiletadlová baterie, Ženijní rota, Spojovací rota, Dopravní oddíl, Brigádní tankové dílny, Lehké dílny 1-4, Lehká brigádní ambulance, Oddíl polního četnictva, Polní soud I. stolice s polní prokuraturou, Polní pošta a Výchovná četa. Po přecvičení na novou techniku byla brigáda připravena na přepravu do Francie. V její výzbroji byly postupně mj. britské tanky Cromwell, Challenger, Crusader a Sherman Firefly, lehké americké tanky M-5 Stuart, obrněné transportéry Halftrack a Bren carrier či obrněné automobily White Scourt Car M3A1 a Humber. Dne 30. srpna 1944 se příslušníci Čs. samostatné obrněné brigády přeplavili do Francie, kde však zůstávali v zálohách a absolvovali pouze výcvik. Velitel brigády Alois Liška žádal československé úřady ve Velké Británii, aby byli českoslovenští vojáci odesláni na frontu a aby brigáda byla doplněna požadovanou technikou. Britská strana se však obávala toho, že brigáda nebude moci nahrazovat vlastní ztráty, proto nechtěla čs. vojáky pověřit úkoly na hlavní frontě. Přesto postupně doplňovala stavy bojové techniky a na přelomu srpna a září 1944 byla Československá samostatná obrněná brigáda přesunuta k francouzskému přístavu Dunkerque, který byl, ač obklíčen, v moci německých vojsk. Počátkem října vystřídali čs. vojáci britskou brigádu a začalo tak obléhání silně opevněného přístavu. Jejich úkolem bylo znemožnit Němcům akce vedené proti týlu postupující 21. skupiny armád, zabránit posilování a zásobování obklíčené posádky a donutit nepřítele ke kapitulaci. Čs. vojáci se spolu s ostatními spojeneckými oddíly pokoušeli město ohrozit, ale bezúspěšně. Několik desítek jich při obléhání padlo, ti byli pohřbeni na vojenském hřbitově v Adinkerke. Obléhající vojska neměla prostředky, které by umožnily rozhodnou ofenzívu a dobytí města, chybělo letectvo, ženijní jednotky apod. Pro postupující britské a americké jednotky však bylo dostačující, že čs. brigáda znemožnila silnému uskupení německých armád únik z obleženého přístavu. Německá posádka Dunkerque se vzdala až po kapitulaci celé německé armády 8. května 1945. Ještě předtím, 23. dubna 1945 vyrazil od Dunkerque vyčleněný symbolický oddíl o síle 140 mužů pod vedením majora Aloise Sítka, který se připojil k americké 3. armádě a 1. května překročil u Chebu předválečné státní hranice. V západních Čechách zůstala stát vojska na demarkační čáře Karlovy Vary – Rokycany – České Budějovice a dále již nepostupovala. A tak oddíl obrněné divize dorazil do Prahy symbolicky až dne 12. května 1945.

## Financování československých pozemních jednotek na Západě
25. října 1940 byla podepsána československo-britská dohoda o československé branné moci, která kromě postavení a organizace československých vojenských jednotek ve Velké Británii upravovala také způsob jejich financování. Následně byla uzavřena Finanční smlouva mezi vládou Velké Británie a Československou prozatímní vládou o poskytnutí válečného úvěru, který následně sloužil k financování organizace a výzbroje československé armády na Západě.